# Antonio López Ojeda
Antonio López Ojeda (La Paz, 18 maggio 1989) è un ex calciatore messicano, di ruolo centrocampista.